# Blå vägen
Blå vägen är en internationell turistväg mellan Mo i Rana i Norge och Pudozj / Petrozavodsk i Ryssland. I Sverige följer den Ume älv, vidare följer den andra vattenleder, därav namnet.

## Sträckning
Blå vägen börjar i Træna utanför norska Atlantkusten, går via färja till Nesna och vidare till Mo i Rana. Därifrån följer den samma sträckning som Europaväg 12 till Umeå. Vägen går via färja över Kvarken (Sverige/Finland) mellan Holmsund och Vasa och vidare längs riksväg 16 till Kyyjärvi och längs stamväg 77 till Siilinjärvi. Därefter följer den riksväg 9 via Joensuu till Niirala vid gränsen till Ryssland. Bland orter längs vägen kan nämnas också Alajärvi, Viitasaari, Kuopio och Tohmajärvi. I Ryssland går vägen via Värtsilä och Petrozavodsk, där vägen tidigare slutade, till Pudozj, i huvudsak genom glesbefolkade skogsområden.
På sträckan Mo i Rana – Umeå är vägen identisk med E12. Blå vägen går dock liksom gamla E12 genom centrala Umeå norr om Ume älv medan E12 går på södra sidan, tills de möts igen nära färjeläget Umeå hamn. Delen av vägen som går mellan Umeå och Holmsund kallas ibland i folkmun för Holmsundsvägen.

## Historia
Blå vägen hade länge varit under planering då den internationella vägföreningen Blå vägen grundades i Sverige 1952. Avsikten var att förbättra förbindelserna mellan norra Norge, Sverige och Finland, och att utveckla turismen längs rutten. Blå vägen ledde till att börja med mellan Mo i Rana vid norska Atlantkusten till Umeå och vidare över Kvarken till Vasa vid finska kusten.
Den finländska föreningen Blå vägen i Finland (finska: Suomen sininen tie) grundades 1967 i Kuopio av representanter för Vasa och Värtsilä, och vägen förlängdes till Värtsilä vid ryska gränsen. Efter att Sovjetunionen upplösts förlängdes vägen till Petrozavodsk, huvudstad för Karelska republiken vid Onegas strand.

## Sevärdheter
| Land     | Region              | Sevärdheter |
| -------- | ------------------- | --- |
| Norge    | Nordland fylke      | Atlanten Mo i Rana, en stad vid norra polcirkeln Østre och Vestre Svartisen, glaciärer |
| Sverige  | Västerbottens län   | Storumans kommun: Turistorterna Tärnaby och Hemavan, Fjällbotaniska trädgården (i Hemavan), Vindelfjällens fjällområde och naturreservat, Stensele kyrka (Sveriges största träkyrka) Lycksele: Skogsmuseet och Lycksele djurpark Umeå, residensstad i Västerbottens län vid Umeälvens strand, med bl.a. Västerbottens museum, Bildmuseet, Norrlandsoperan och Väven. |
| Finland  | Österbotten         | Vasa, residensstad i landskapet Österbotten Kvarken, på Unescos världsarvslista Replotbron, Finlands längsta bro |
| Finland  | Södra Österbotten   | Alajärvi, stadens centrum består av en representativ samling byggnader ritade av Alvar Aalto Storkyro, S:t Lars kyrka och Kyrö Distillery |
| Finland  | Mellersta Finland   | Huopanankoski i Viitasaari, en av Finlands mest kända sportfiskeplatser |
| Finland  | Norra Savolax       | Insjöfinland, sjöområdet i Norra Savolax Lepikko torp (fi. Lepikon torppa) i Pielavesi, president Urho Kekkonens barndomshem Kolu kanal i Tervo, Finlands längsta kanal Korkeakoski i Maninga (fi Maaninka), Finlands högsta vattenfall Kuopio, residensstad i landskapet Norra Savolax vid stranden av sjön Kallavesi Puijo i Kuopio, backhoppningsanläggning, utsiktstorn, naturreservat Heinävesi-rutten, "Finlands vackraste insjöled" mellan Kuopio - Heinävesi - Nyslott Tahko, ett turistcenter vid stranden av sjön Syväri i Nilsiä Ohtaansalmi, Gränssten från freden i Teusina vid stranden av sjön Rikkavesi i Tuusniemi |
| Finland  | Norra Karelen       | Insjöfinland, sjöområdet i Norra Karelen Outokumpu Gruvmuseum i Outokumpu Joensuu, residensstad i landskapet Norra Karelen på stranden av Pielis älv Pyhäselkä, en sjö i Vuoksens vattensystem |
| Ryssland | Karelska republiken | Ladoga, Europas största och den fjortonde största sjön i världen Valamo, kloster på ön Valamo i Ladogasjön Petrozavodsk, huvudstad i Karelska republiken inom Ryska Federationen Kizji, på Unescos världsarvslista Onega, sjön, som är näst Ladoga Europas största, världens 18:e största Kondopoga, Rysslands äldsta kurort Martsialnyje vody och Kivach naturreservat Medvezjegorsk, bl.a. krigshistoriska platser, Sandarmokh massgravar, Vitahavskanalen Pudozj, Vodlozersky nationalpark och hällristningarna vid östra kusten av Onegasjön                                                                                    |

## Historia
- 1950-talet - Idén till vägen från Nordnorge till Finland föddes.
- 1962 - Projektet Blå vägen inleddes i praktiken i Sverige genom bildandet av den internationella vägföreningen Blå vägen. Huvudmålen för denna var att förbättra väg- och reseförbindelserna längs vägen mellan Norge, Sverige och Finland samt att utveckla turismen.
- Till en början löpte Blå vägen från Mo i Rana (Norge) till Umeå (Sverige) och över Kvarken till Vasa (Finland).
- 1967 - Förbindelsen utvidgades sedan föreningen Blå vägen i Finland (Suomen sininen tie) grundats i Kuopio av företrädare för kommunerna mellan Vasa och Värtsilä, som är vägens ändpunkter i Finland.
- 1972 - Året runt-färjetrafiken började mellan Umeå och Vasa.
- 1973 - Blå vägen blev en europeisk huvudväg (E79).
- 1989 - Den första kommersiella kollektivtrafiken började mellan Umeå och Mo i Rana.
- 1990 - Efter Sovjetunionens sönderfall förlängdes rutten till Petrozavodsk, som är huvudstaden i Karelska republiken vid Onega.[12]
- 2000 - Pudozj blev vägens ändpunkt i Karelska republiken i Ryssland.[13]

## Bilder

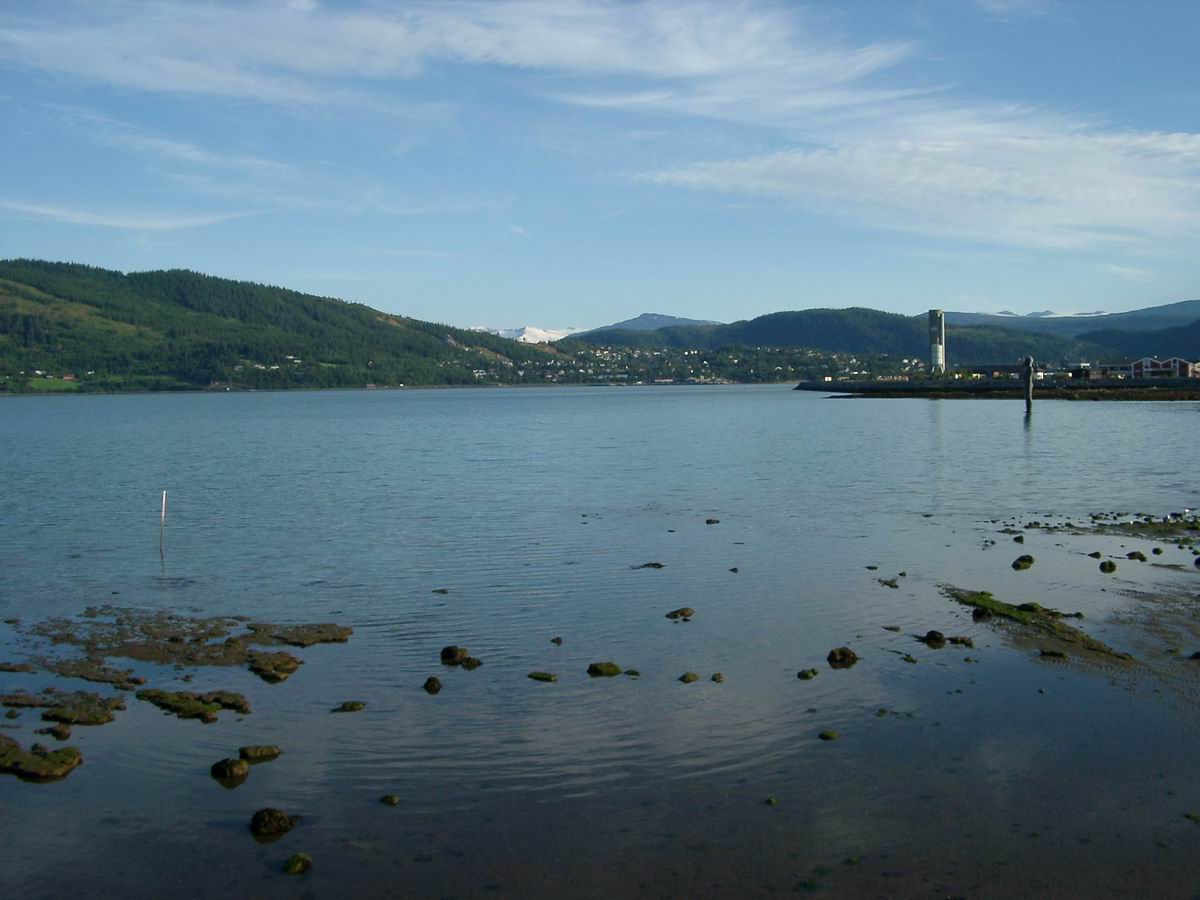
Mo i Rana, Norge
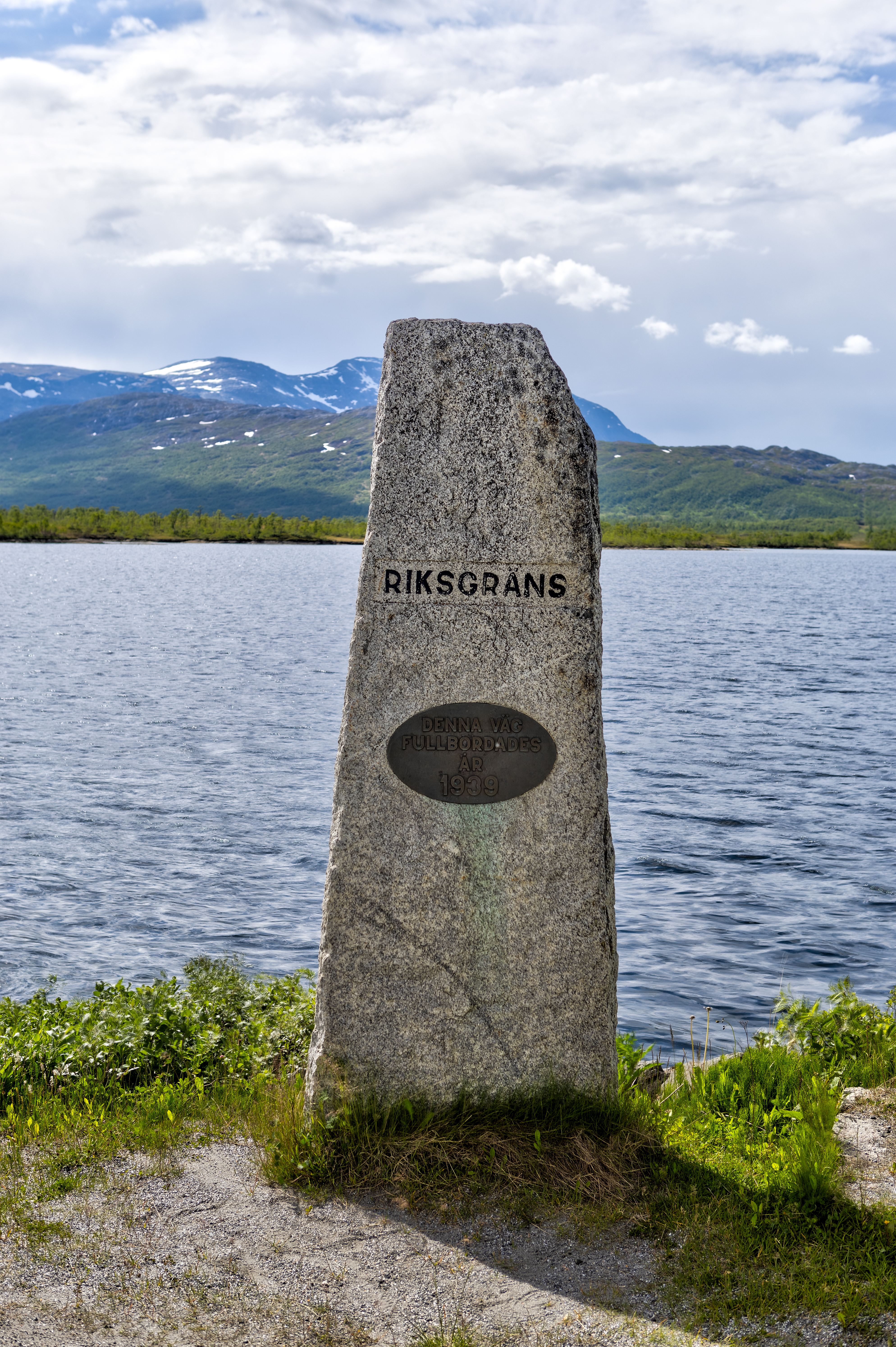
Gränsstenen mellan Sverige och Norge (2023)
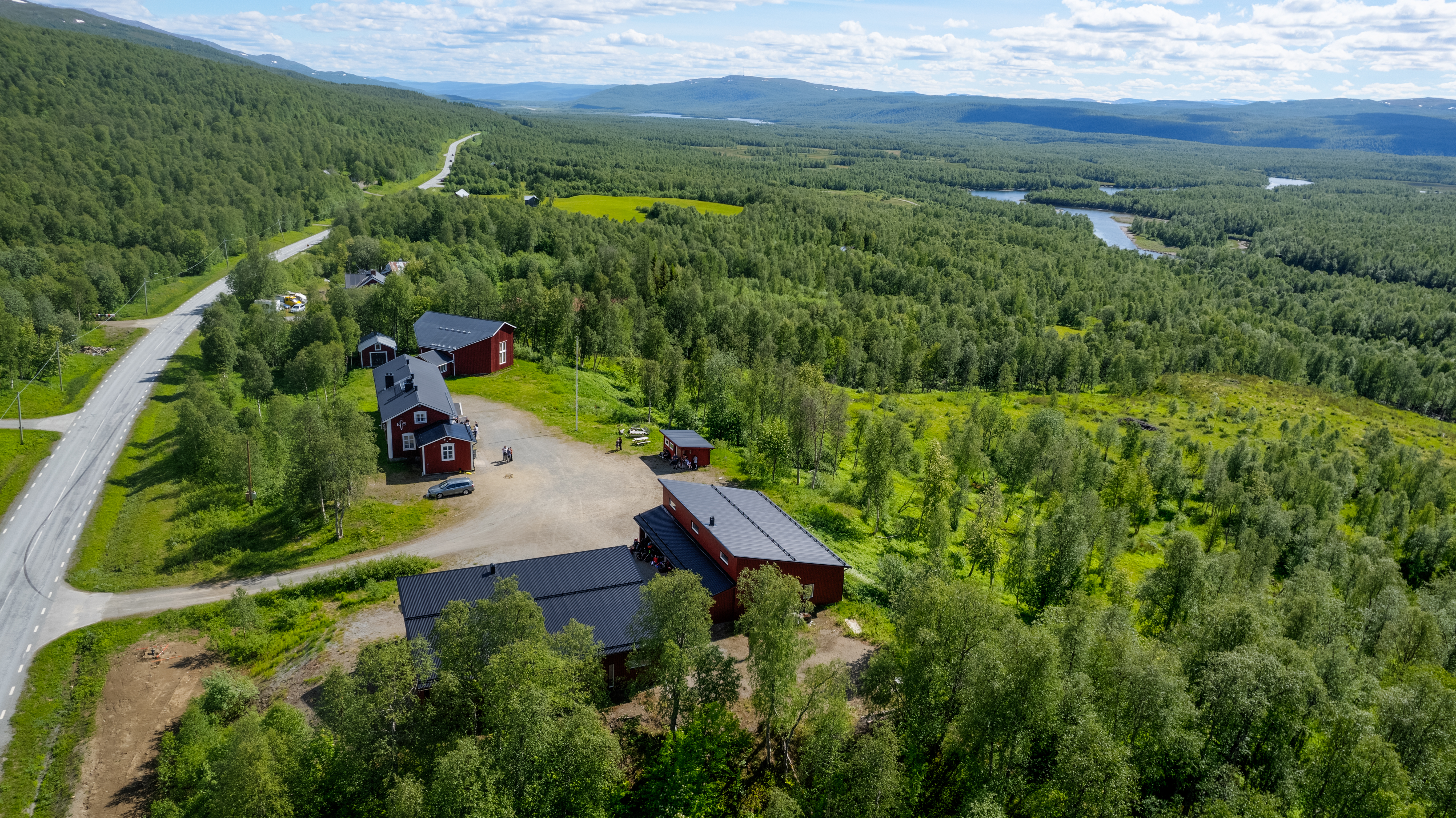
Blå vägen passerar Klippen strax norr om Hemavan
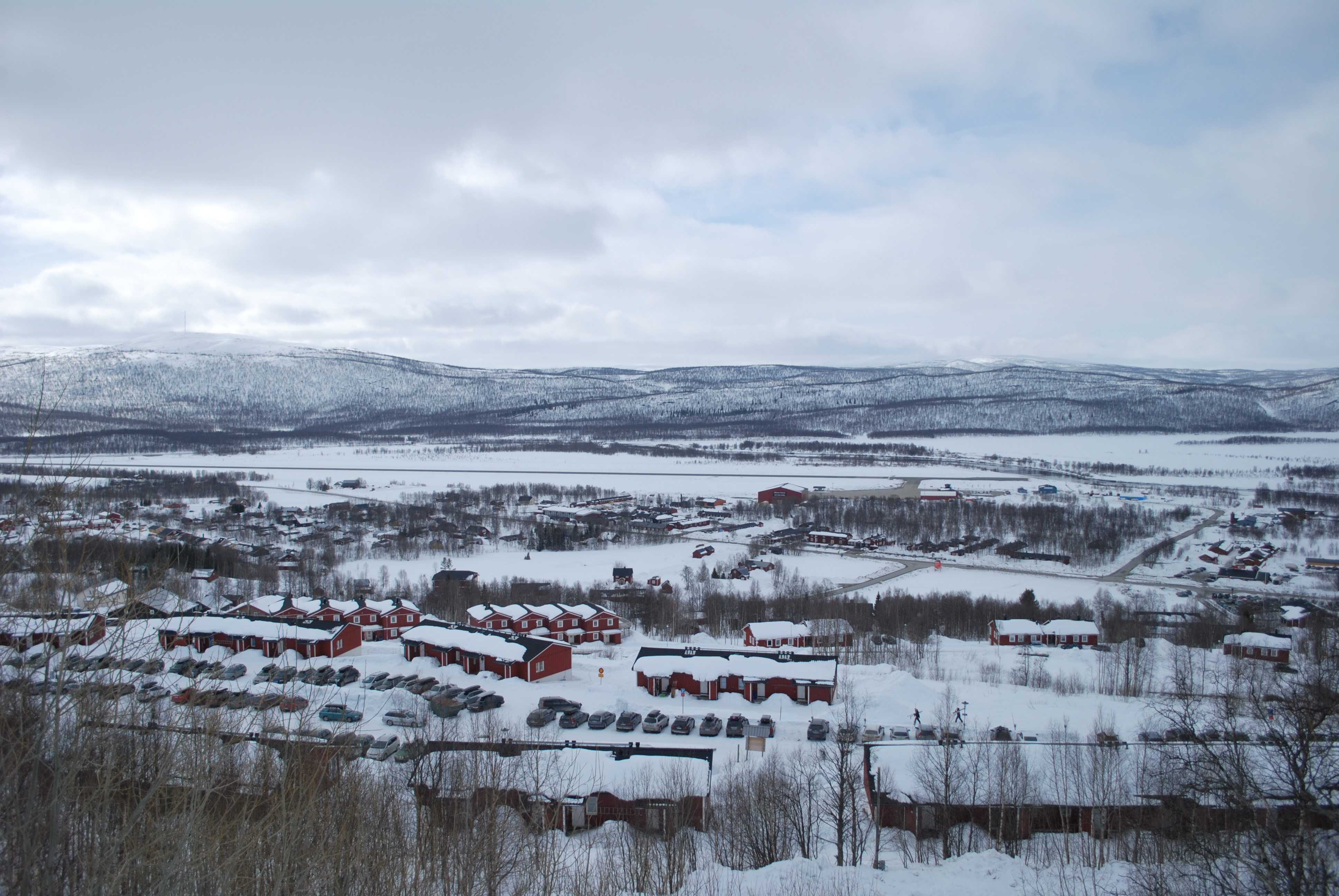
Hemavan, Sverige
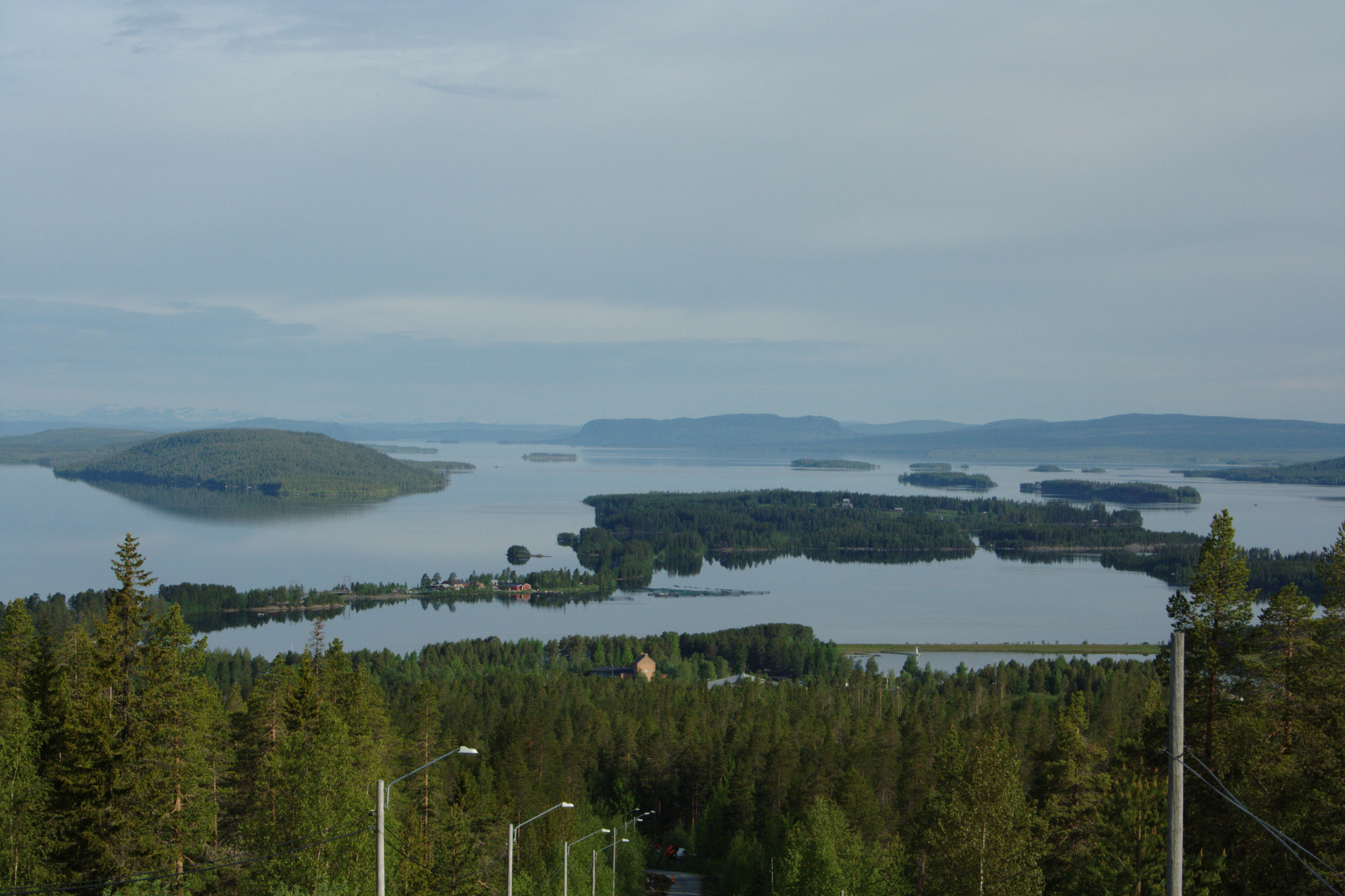
Storuman, Sverige
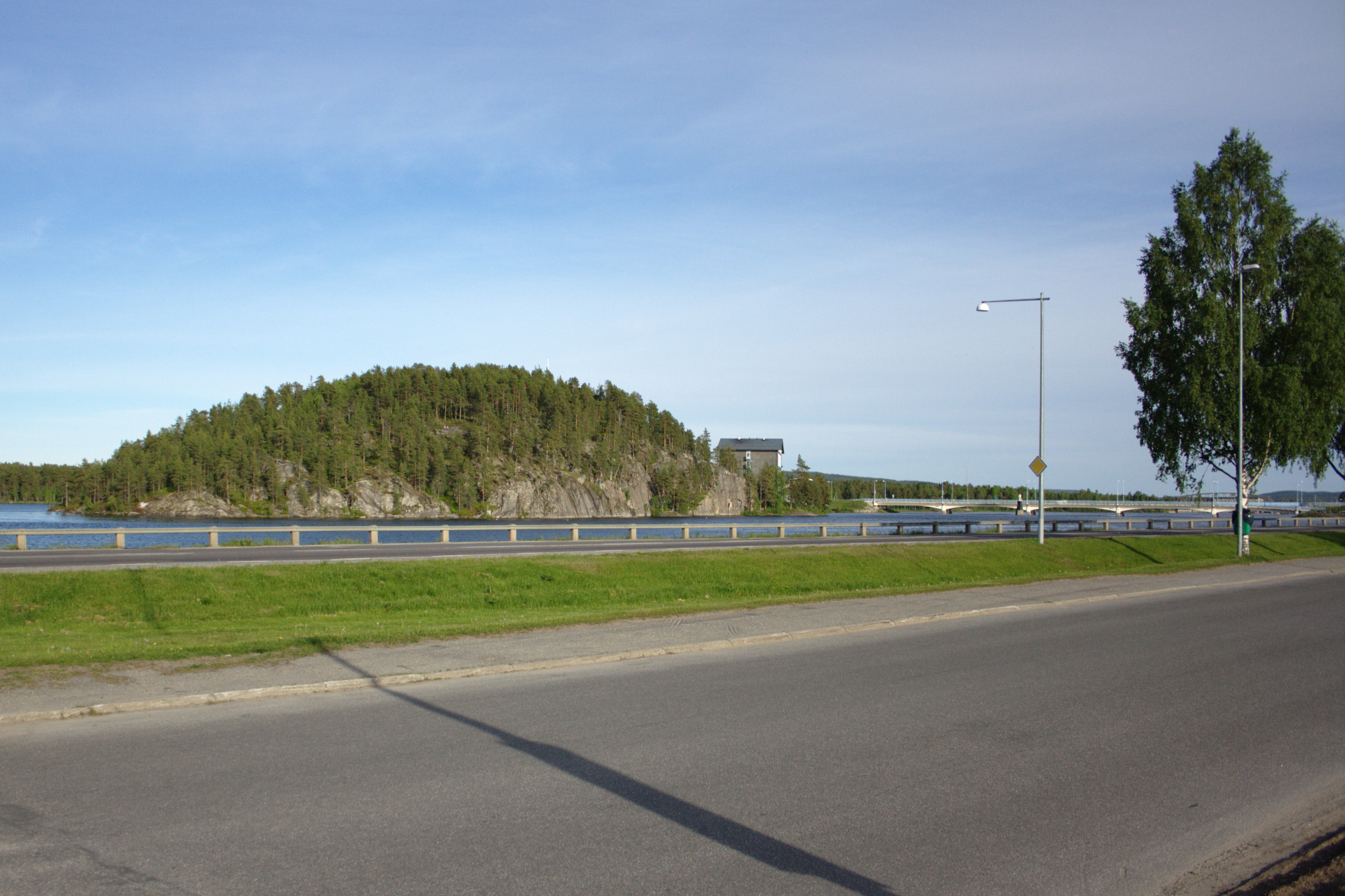
Lycksele, Sverige
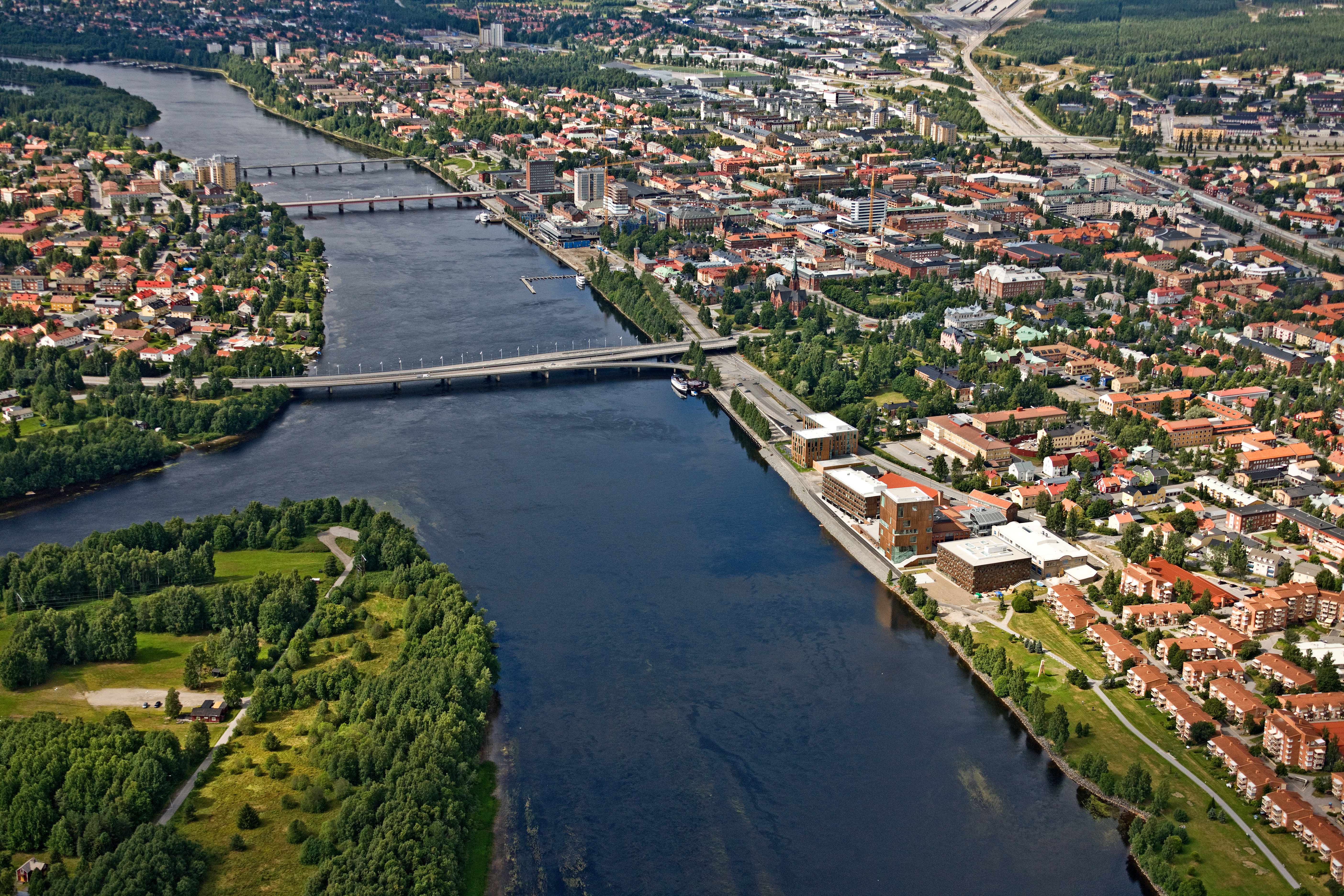
Umeå, Sverige
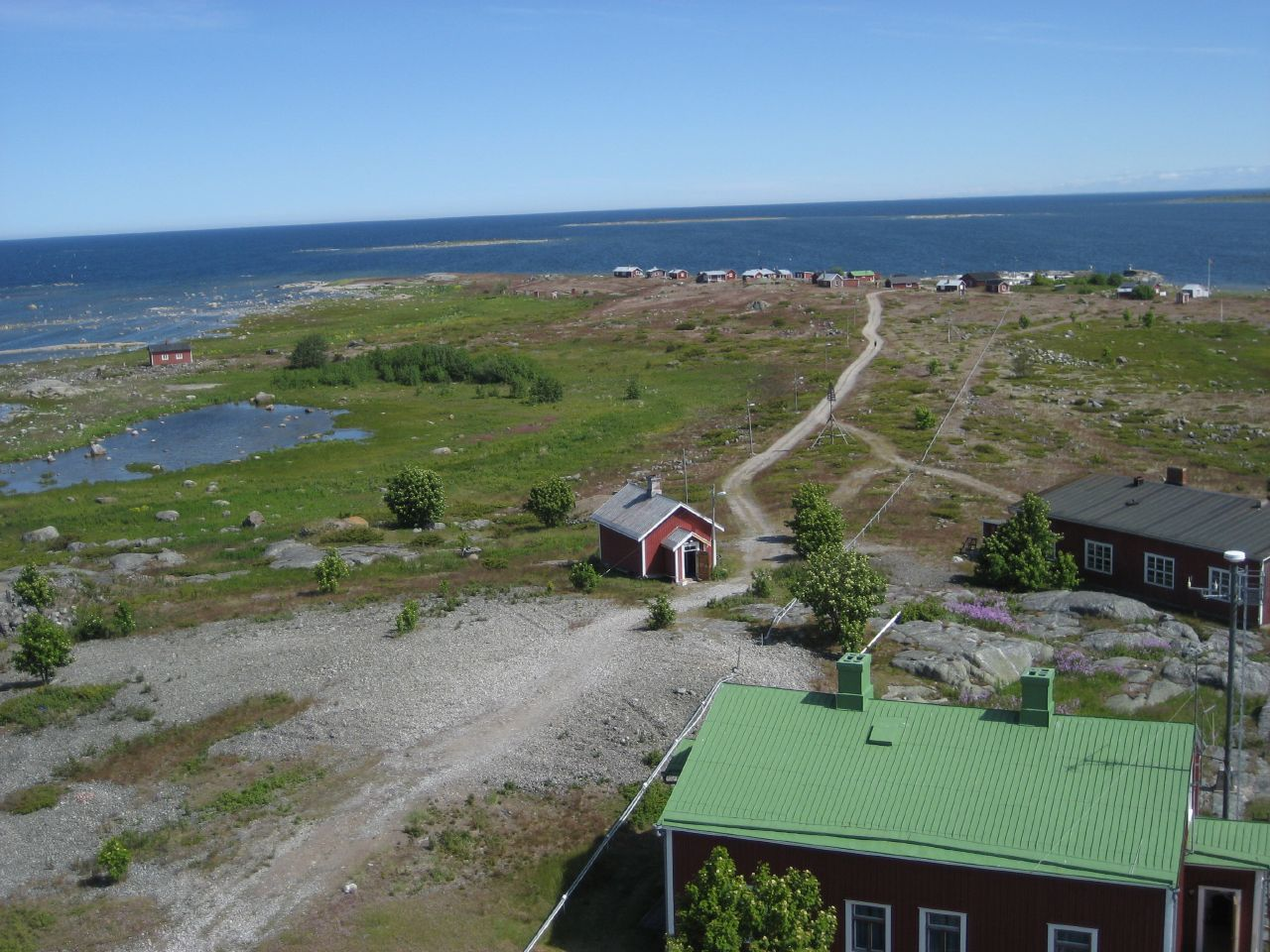
Kvarken, Finland
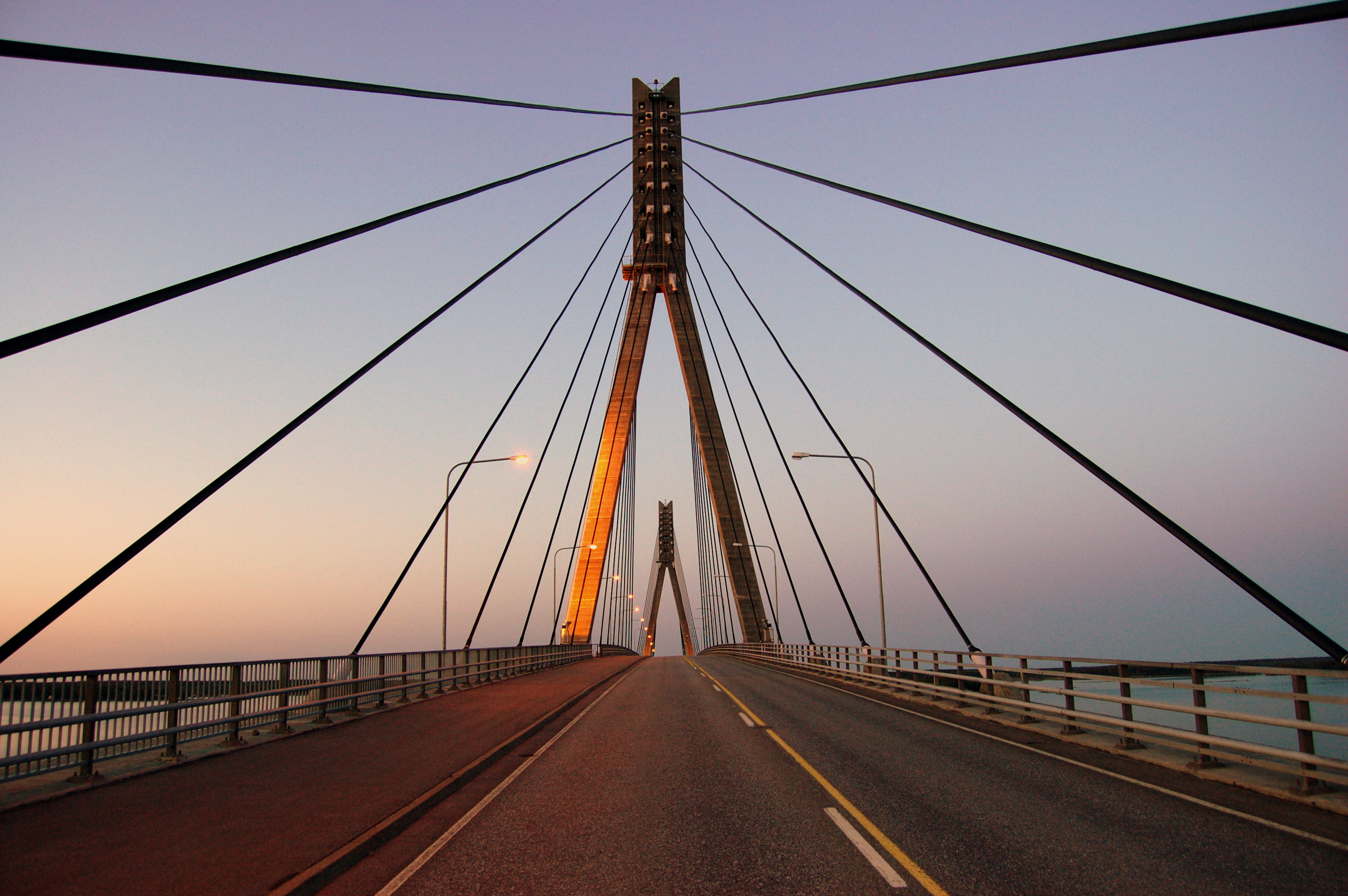
Replotbron, Finland
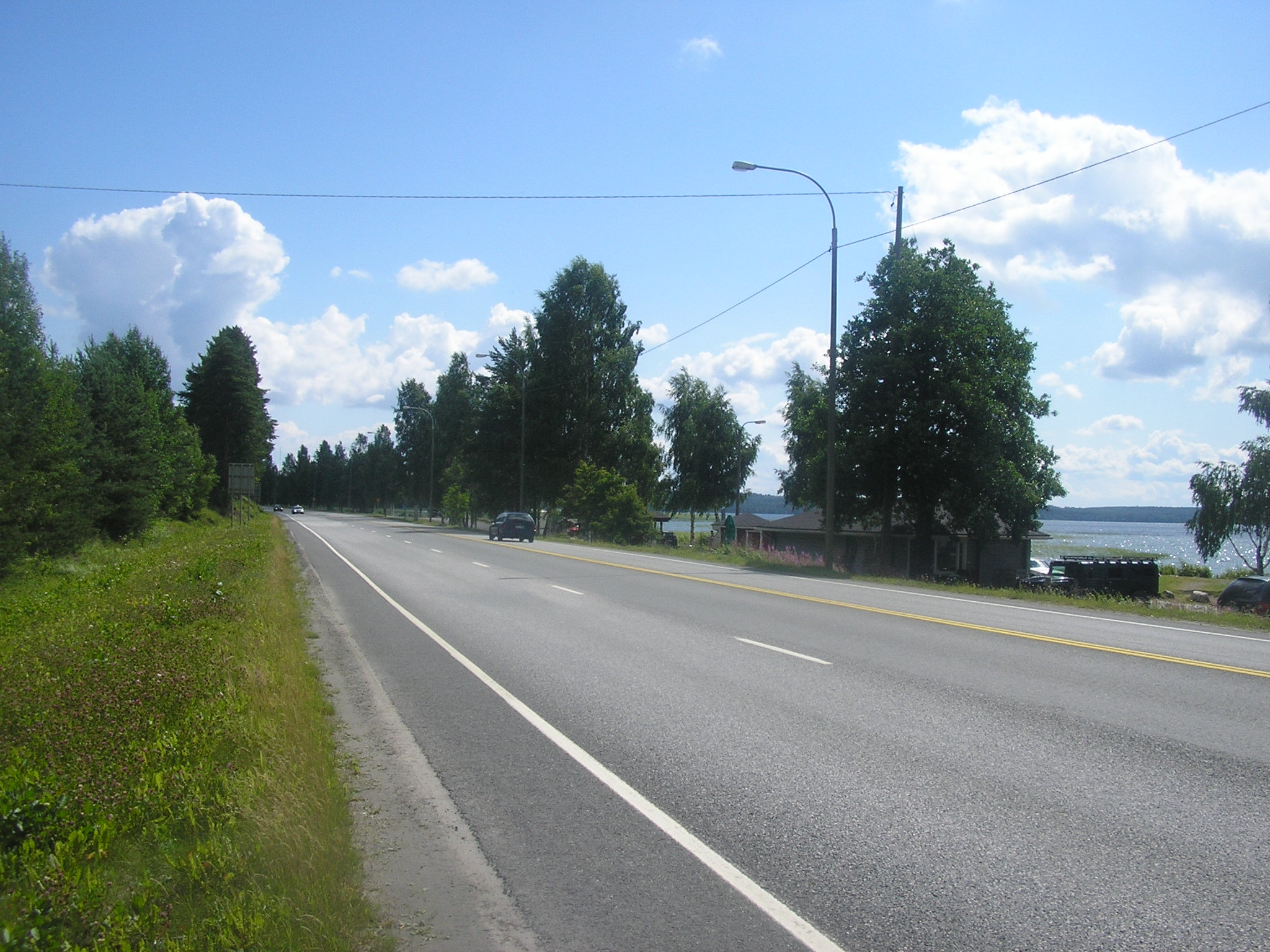
Libelits, Finland
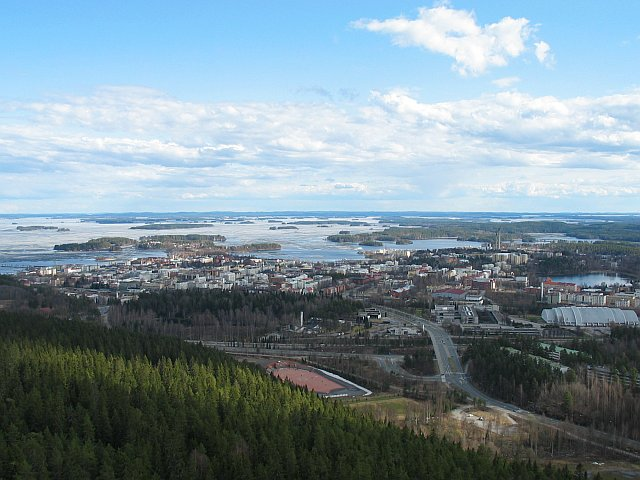
Kuopio, Finland
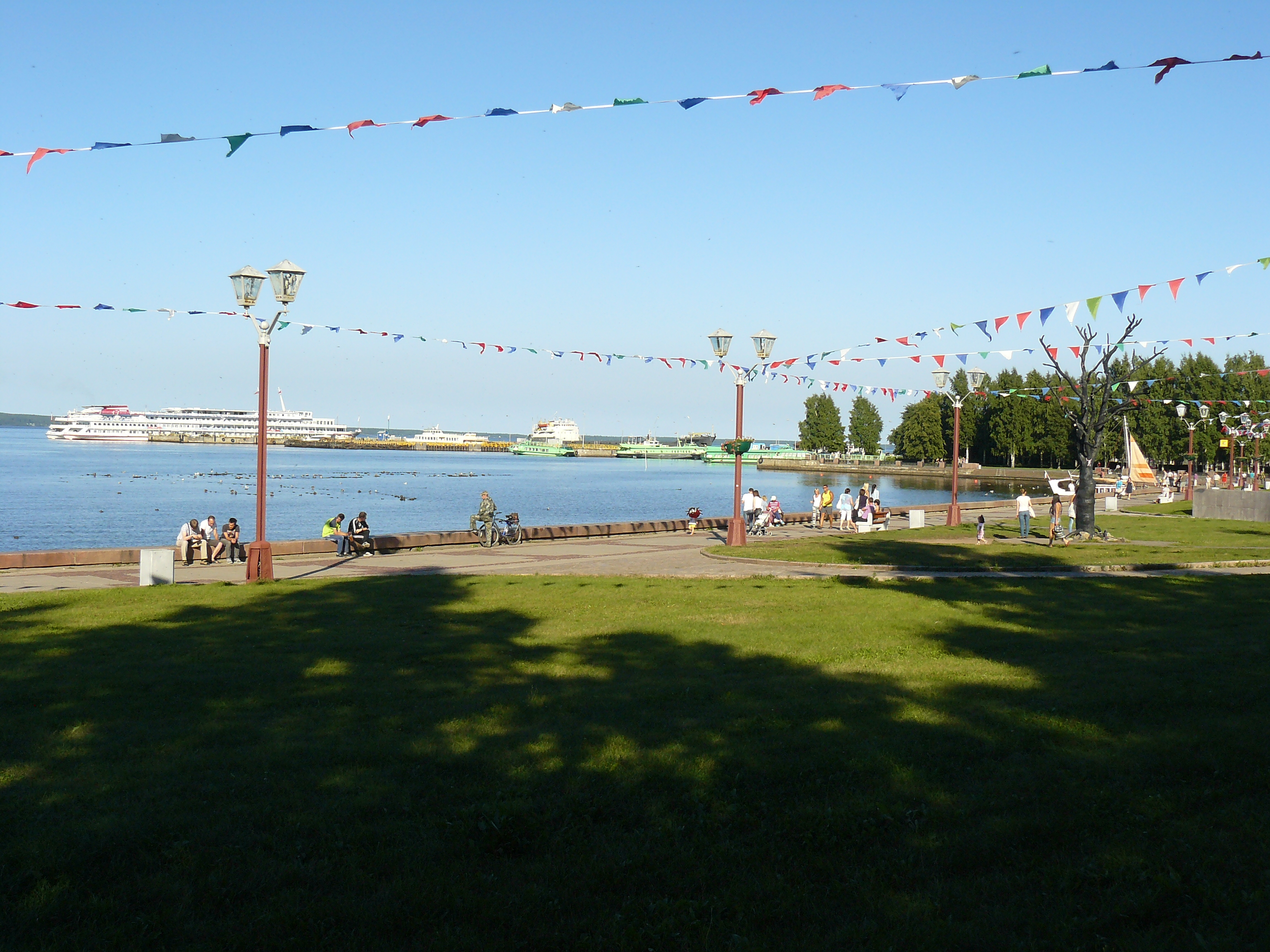
Petrozavodsk, Ryssland
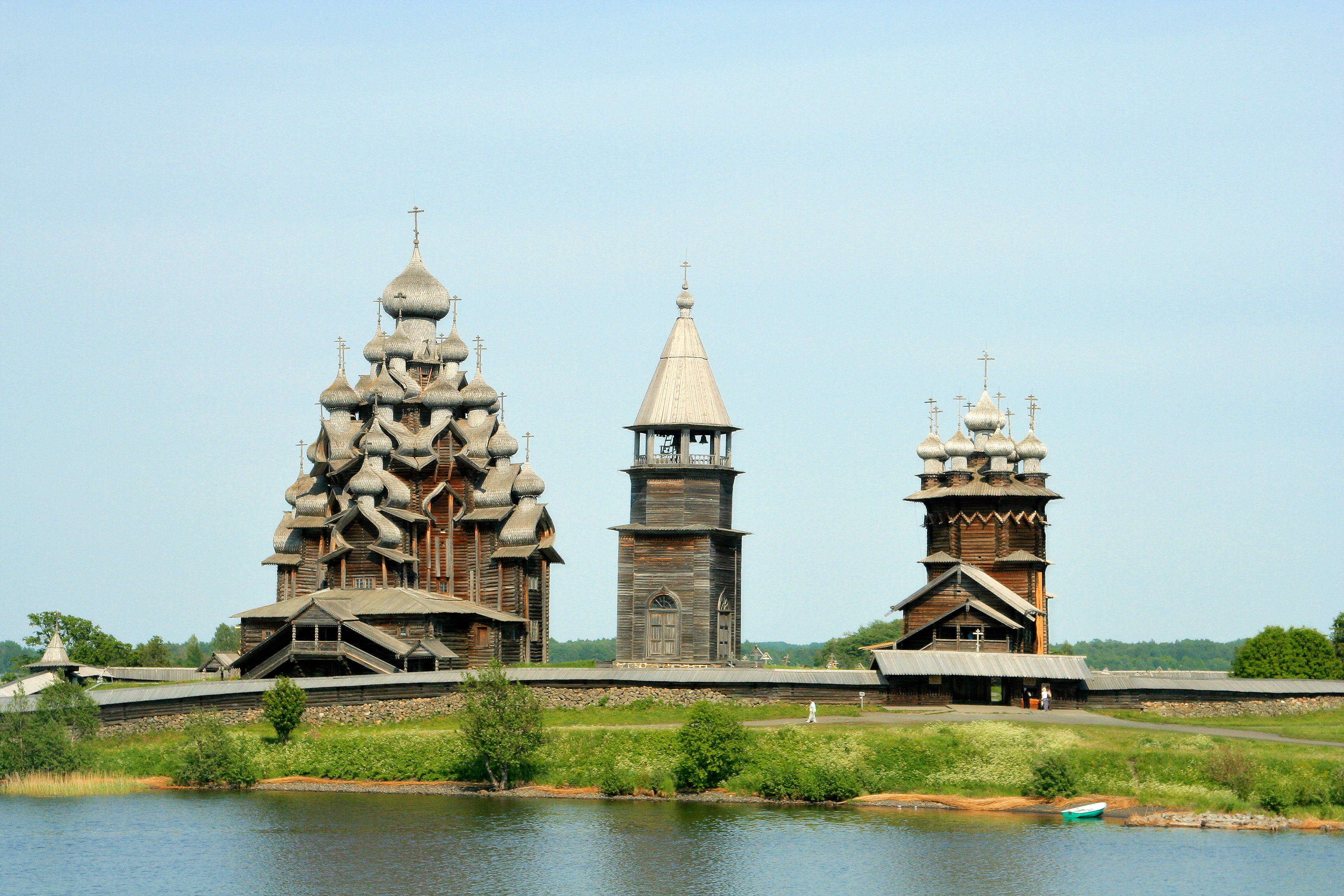
Kizhi, Ryssland